# 成吉思汗旅游点

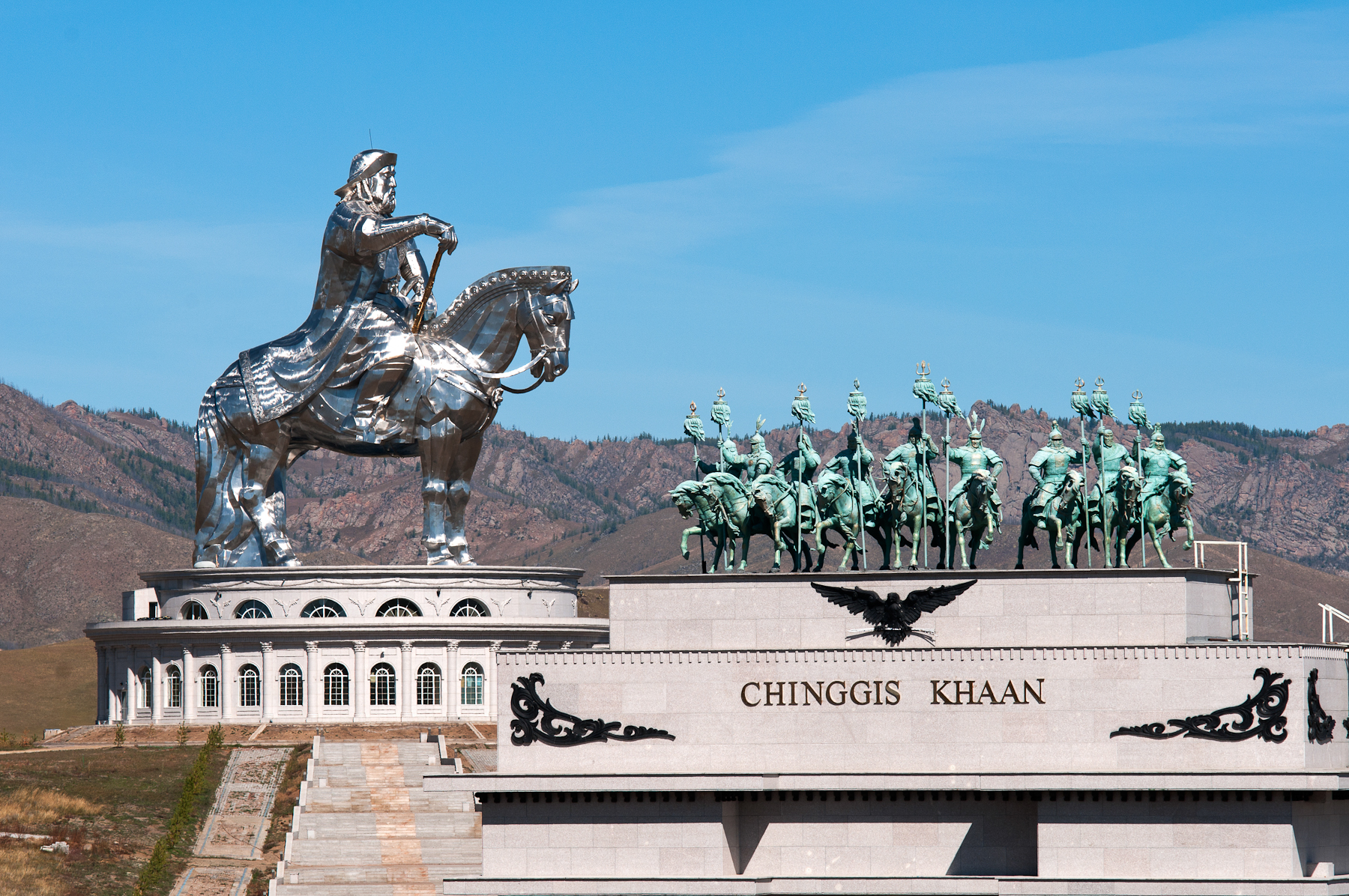
巨型成吉思汗骑马雕像

成吉思汗旅游点是位于蒙古国乌兰巴托市郊的一个野外旅游点。主要遊覽項目為不鏽鋼製成的成吉思汗騎馬雕像。

## 简介
成吉思汗旅游点位于乌兰巴托市郊约26公里处，布顏特·烏卡哈國際機場（旧成吉思汗国际机场）附近。此处三面环山。该旅游点由几十个蒙古包组成，其布局仿成吉思汗时代的游牧部落定居点，风格带有古代蒙古族特色。两个最大的蒙古包是宴会厅和酒吧。该旅游点内的一块空地上堆放着九一三事件林彪所乘三叉戟飞机坠毁后留下的发动机残骸。